# 折生迫駅
折生迫駅（おりゅうざこえき）は、宮崎県宮崎市大字折生迫にある、九州旅客鉄道（JR九州）日南線の駅である。

## 歴史
1966年（昭和41年）4月に宮崎市立内海中学校が宮崎市立青島中学校に統合された際、内海地区から青島中学校への通学手段として新駅開設を国鉄に求めることを宮崎市教育委員会が約束。これが実現し同年12月1日に新設された駅である。駅舎建設費（330万円）や敷地買収費は宮崎市が負担。開業当初は1日4往復停車していた。

### 年表
- 1966年（昭和41年）12月1日：国鉄日南線の駅として新設[1]。旅客のみ取扱う無人駅[3]。
- 1987年（昭和62年）4月1日：国鉄分割民営化に伴い、九州旅客鉄道（JR九州）の駅となる[4]。
- 2022年（令和4年）4月1日：宮崎支社発足り、鹿児島支社から同支社へ移管[5]。

## 駅構造
単式ホーム1面1線を有する地上駅。
無人駅。道路より少し高い位置にあるため、数段階段を登って駅に行く。

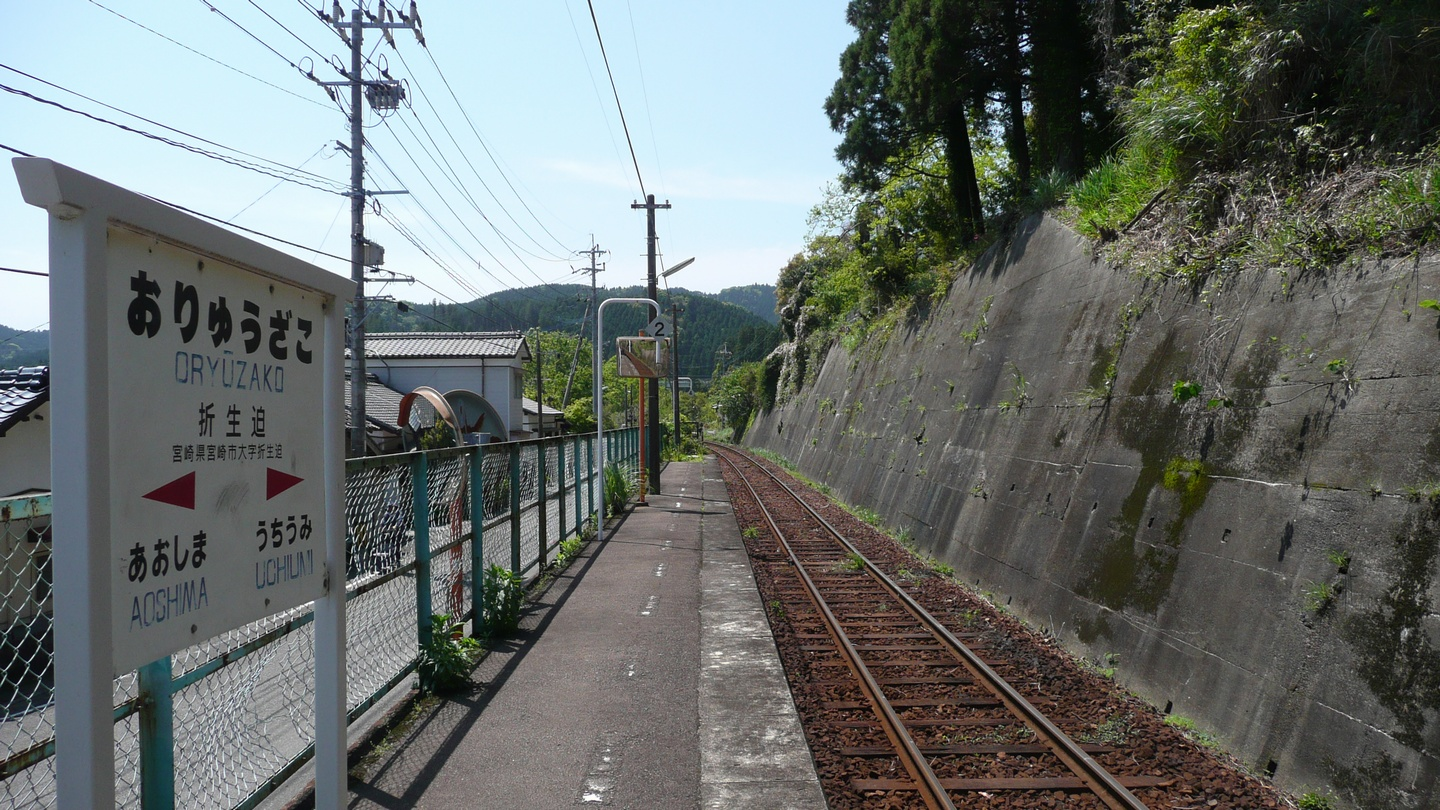
ホーム（2008年4月）

## 利用状況
2015年（平成27年）度の1日平均乗車人員は23人である。
近年の1日平均乗車人員の推移は以下の通り。
| 年度   | 1日平均 乗車人員 |
| ------ | ---------------- |
| 1996年 | 71               |
| 1997年 | 75               |
| 1998年 | 67               |
| 1999年 | 61               |
| 2000年 | 56               |
| 2001年 | 48               |
| 2002年 | 48               |
| 2003年 | 47               |
| 2004年 | 42               |
| 2005年 | 38               |
| 2006年 | 40               |
| 2007年 | 37               |
| 2008年 | 35               |
| 2009年 | 37               |
| 2010年 | 37               |
| 2011年 | 29               |
| 2012年 | 27               |
| 2013年 | 19               |
| 2014年 | 21               |
| 2015年 | 23               |

## 駅周辺
駅前には青島小学校があり、南に400m進むと青島中学校がある。住宅街も近隣に立地する。
- 宮崎市立青島小学校[1]
- 宮崎市立青島中学校[1]
- 宮崎市役所青島地域センター
- 宮崎市立青島保育所
- 青島ゴルフクラブ
- 白浜海水浴場
- 紫波洲崎城城山公園

## 隣の駅
九州旅客鉄道（JR九州）
■日南線
■快速「日南マリーン号」
通過
■普通
青島駅 - 折生迫駅 - 内海駅